# Summer and Smoke
Summer and Smoke és una pel·lícula estatunidenca dramàtica del 1961 dirigida per Peter Glenville basada en l'obra de Tennessee Williams joc del mateix nom. La pel·lícula es protagonitzada per Laurence Harvey i Geraldine Page amb Rita Moreno, Una Merkel, John McIntire, Thomas Gomez, Pamela Tiffin, Malcolm Atterbury, Lee Patrick i Earl Holliman. Va ser adaptada per James Poe i Meade Roberts. La història segueix una noia reservada que coneix un doctor que viu en el costat salvatge. Esdevenen amics, però les creences creen dificultats per la relació.

## Argument
Adaptació del drama homònim de Tennessee Williams, ambientat en una petita població de Mississippi. Des de sempre, Alma (Geraldine Page), una jove tímida i molt espiritual, ha estat enamorada de John Buchanan (Laurence Harvey), un metge d'idees materialistes que només té ulls per a Rosa Zacharias (Rita Moreno), l'apassionada i espavilada filla de l'amo del casino.

## Repartiment
- Laurence Harvey: John Buchanan, Jr
- Geraldine Page: Alma Winemiller
- Rita Moreno: Rosa Zacharias
- Una Merkel: Mrs. Winemiller
- John McIntire: Dr. Buchanan
- Thomas Gomez: Papa Zacharias
- Pamela Tiffin: Nellie Ewell
- Malcolm Atterbury: Rev. Winemiller
- Earl Holliman: Archie Kramer
- Lee Patrick: Mrs. Ewell
- Harry Shannon (no surt als crèdits): Dr. Burke

## Premis i nominacions

### Premis
- 1962. Globus d'Or a la millor actriu dramàtica per Geraldine Page

### Nominacions
- 1961. Lleó d'Or
- 1962. Oscar a la millor actriu per Geraldine Page
- 1962. Oscar a la millor actriu secundària per Una Merkel
- 1962. Oscar a la millor direcció artística per Hal Pereira, Walter H. Tyler, Sam Comer i Arthur Krams
- 1962. Oscar a la millor banda sonora per Elmer Bernstein
- 1962. Globus d'Or a la millor banda sonora per Elmer Bernstein
- 1962. Globus d'Or a la millor nova estrella femenina per Pamela Tiffin